# São Martinho de Recezinhos
São Martinho de Recezinhos ist eine Gemeinde (Freguesia) im portugiesischen Kreis Penafiel. In ihr leben 1708 Einwohner (Stand 19. April 2021).